# Ishupitta
Ishupitta o Išḥupitta era una ciutat hitita del nord-est de l'Imperi hitita, a la Terra Alta Hitita, ocupada pels kashkes al segle xiv aC.
Va ser un dels teatres de la darrera campanya del rei hitita Subiluliuma I poc temps abans de la seva mort, entre el 1325 aC i el 1320 aC.
Mursilis II a la seva primera campanya el segon any de regnat, quan tornava a Hattusa després d'haver lluitat contra els rebels de la ciutat de Tipiya, va passar prop d'Ishupitta, on els kashka de la regió es van negar a aportar els contingents als que estaven obligats pels acords amb els hitites, contingents que eren utilitzats per lluitar contra altres kashkes no sotmesos. El rei va atacar la ciutat i els va obligar a complir els acords, cremant una de les seves ciutats a la zona; però poc després de marxar el rei, Ishupitta tornava a estar revoltada. Al tercer any de regnat, en la segona campanya, va tornar a aquell territori i va derrotar altre cop els kashka però els caps de la revolta, Pazzanna i Nunnuta, que fins pocs anys abans havien estat vassalls dels hitites, van poder fugir, i es van dirigir a Palhwisa (Palhwišša) on finalment van ser derrotats.
Mursilis II, al principi de la seva tercera campanya (que després va dirigir contra Arzawa) va lluitar altra vegada en aquells territoris. En aquesta zona la ciutat kashka de Pishuru havia assolit l'hegemonia i havia reconstruït la ciutat de Palhwisa que Mursilis havia incendiat l'any abans, i el rei hitita la va incendiar per segona vegada; els kashkes van ocupar llavors la ciutat de Kuzastarina que Mursilis va atacar i reconquerir, i va fer un fort avanç fins a la ciutat d'Anziliya i va conquerir els territoris de la rodalia.
En temps de Muwatallis II la ciutat va caure altre cop sota domini dels kashkes, que es van apoderar de les terres de Landa, Marista i algunes altres ciutats fortificades dels hitites; els hitites no els van poder contenir i els kashkes van continuar avançant al sud creuant el riu Marasanda o Maraššanda i arribant fins a la terra de Kanis (Kanesh). Poc després Muwatallis va cedir la ciutat d'Ishupitta a son germà Hattusilis quan va crear el regne d'Hakpis, uns territoris pensats per contenir els atacs dels kashka.